# Кимовское сельское поселение
Кимовское се́льское поселе́ние — муниципальное образование в Спасском районе Татарстана Российской Федерации.
Административный центр — посёлок Совхоз «КИМ».

## История
Статус и границы сельского поселения установлены Законом Республики Татарстан от 31 января 2005 года № 40-ЗРТ «Об установлении границ территорий и статусе муниципального образования "Спасский муниципальный район" и муниципальных образований в его составе».

## Население
| 2010 | 2011 | 2012 | 2013 | 2014 | 2015 | 2016 |
| ---- | ---- | ---- | ---- | ---- | ---- | ---- |
| 979  | ↘976 | ↘958 | ↘944 | ↘933 | ↘927 | ↘918 |
| 2017 | 2018 |      |      |      |      |      |
| ↘895 | ↘886 |      |      |      |      |      |

## Состав сельского поселения
| № | Населённый пункт        | Тип населённого пункта          | Население |
| - | ----------------------- | ------------------------------- | --------- |
| 1 | Совхоз «КИМ»            | посёлок, административный центр |           |
| 2 | Тукай                   | деревня                         |           |
| 3 | Фермы № 2 совхоза «КИМ» | посёлок                         |           |